# Romario Kortzorg
Romario Kortzorg (n. 25 august 1989, Rotterdam, Țările de Jos) este un fotbalist neerlandez de origini surinameze, care evoluează pe postul de aripă stânga la clubul din V-League, Câu lạc bộ bóng đá Thép Xanh Nam Định[*].

## Palmares

### ASA Târgu Mureș
- Supercupa României: 2015